# Сальватори, Илария
Илария Сальватори (итал. Ilaria Salvatori, род. 5 февраля 1979) — итальянская фехтовальщица-рапиристка, чемпионка мира, Европы и Олимпийских игр.

## Биография
Родилась в 1979 году в Фраскати. В 2003 году стала серебряным призёром чемпионата Европы. В 2005 году стала чемпионкой Европы. на чемпионате Европы 2007 года стала обладательницей бронзовой медали. В 2008 году завоевала бронзовую медаль Олимпийских игр в Пекине, и стала кавалером ордена «За заслуги перед Итальянской Республикой». В 2009 году вновь выиграла чемпионат Европы. В 2010 году стала чемпионкой мира и Европы. В 2011 году стала чемпионкой Европы и обладательницей серебряной медали чемпионата мира. В 2012 году вновь стала чемпионкой Европы и завоевала золотую медаль Олимпийских игр в Лондоне.